# 15840 Hiroshiendou
15840 Hiroshiendou este un asteroid din centura principală de asteroizi.

## Descriere
15840 Hiroshiendou este un asteroid din centura principală de asteroizi. A fost descoperit pe 31 mai 1995 la Nanyo de Tomimaru Okuni. Asteroidul prezintă o orbită caracterizată de o semiaxă mare de 2,79 ua, o excentricitate de 0,15 și o înclinație de 10,3° în raport cu ecliptica.